# Эргашев, Анвар Юлдашевич
Эргашев Анвар Юлдашевич (19 апреля 1954 года, Сталинабад, Таджикская ССР — 8 августа 2020 года, Ташкент, Узбекистан) — узбекский композитор и дирижер, пианист, заслуженный деятель искусств Узбекистана, лауреат Государственной премии, автор многочисленных симфонических, камерно-инструментальных произведений, музыки к кинофильмам, мюзиклам, спектаклям, балетов, внес значительный вклад в развитие музыкального искусства Узбекистана.

## Биография
А. Эргашев родился 19 апреля 1954 года в семье военного дирижёра. В городе Фергане получил начальное и среднее образование. После, окончил Ташкентскую Государственную консерваторию по трем специальностям: в 1977 году по классу «Фортепиано», в 1986 году по классу «Композиция», в 1994 году по классу «Оперно-симфоническое дирижирование».
В 1986 году, по окончании специальности «Композиция» за дипломную работу «Концерт для фортепиано с оркестром» был принят в Союз композиторов СССР.
В 2000 году был признан «Лучшим композитором года» в номинации премии «Офарин».
В 2002 году был удостоен звания «Заслуженный деятель искусств Узбекистана».
Жена - Иргашева Намуна Закировна ( дочь «Заслуженного Военного Летчика СССР» Закира Иргашева ) , а также имеет сыновей Алишер (1978) , Санжар (1981) , Сардор (1986) и внуков ( Амир , Амина , Бахром , Эльдор , Сакина , Анвар )

## Творчество
На протяжении многих лет и до конца жизни А. Эргашев вел многогранную творческую деятельность: композиторскую, дирижёрскую, педагогическую и общественно-организаторскую.
Композиторская деятельность А. Эргашева проявилась в написании произведений в самых разных музыкальных жанрах. Им написано более 200 музыкальных произведений, среди которых: концерт-поэма для виолончели с оркестром, «Doston music» для камерного оркестра (исполнялась самим автором в Германии), каприччио для ф-но и кларнета, ставшее обязательным к исполнению произведением на всех музыкальных конкурсах, проводимых в Узбекистане, оперетты «Крошка» (помимо Узбекистана была поставлена в городах России: Иркутске, Волгограде, Екатеринбурге и Москве), «Невеста Хлестакова», «Убей меня, голубчик» (также была поставлена в Иркутском театре) и другие; музыка к более 50-ти кинофильмам, среди которых «Битва трех королей» (реж. Сухайль Бен Барка; совместно с Марокко, Италией, Испанией и Узбекфильмом); большую популярность получили музыкальные фильмы «Шариф и Мариф», «Верни звезду мою», «Бомба», «Ойижон», Фидойилар, один из последних фильмов композитора — посвященная военной теме кк «101», в которой рассказывается о героическом подвиге узбекских воинов в годы ВОВ. Многие песни, написанные к музыкальным кинофильмам, став популярными вне кино, вошли в репертуары известных эстрадных певцов.
Большие творческие успехи А.Эргашева были связаны с Национальным Академическим Театром Узбекистана, где были поставлены знаменательные спектакли, получившие высокую оценку зрителей: C. Ахмад «Уфқ», А. Арипов «Соҳибқирон», Х. Расул «Аль Фарғоний», Усмон Азим «Кундузсиз кечалар», «Усмон Носир» и другие. В своей музыке композитор отразил образы многих выдающихся деятелей Востока, таких как Аль-Фаргоний, Амир Тимур, Ат-Термизи, Чулпан, Усман Носир, Гафур Гулям и других.
В 1998 году А. Эргашев стал главным дирижёром Национального симфонического оркестра Узбекистана, а с 2002 года совмещал эту работу с должностью художественного руководителя Государственного Академического Большого театра оперы и балета им. А. Навои. С главным театром страны творческая деятельность композитора началась с 1994 года с постановки новогодних музыкальных сказок, популярных в Ташкенте: «12 месяцев», «Морозко», «Снежная Королева», «Солнце над мельницей», «Золушка» и т. д. На его мюзиклах побывало более миллиона детей. Его музыка, излучающая доброту и красоту, воспитывала в детях чистоту души.
«Хумо» — мифическая птица счастья, героиня народного эпоса, — так назвал свой балет А. Эргашев. Премьера балета прошла в сентябре 2005 года. Балет был создан в интернациональном творческом содружестве: автором либретто был антрепренёр В.Сергеев, балетмейстер-постановщик — Народный артист Грузии, профессор Георгий Алексидзе, известный художник-сценограф, Заслуженный деятель искусств Грузии — Ю. Гегешидзе, балетмейстер-ассистент Т. Левина, художник по костюмам К. Якубова. В 2007 году за музыку к балету «Хумо» А. Эргашев стал Лауреатом Государственной премии I степени.
С 2005 по 2010 годы А. Эргашев работал над балетом «Чеховиана». В основу музыки балета легли чеховские творения — пьесы «Три сестры» и «Чайка», либретто эстонского хореографа Май Эстер Мурдмаа. А. П. Чехов был любимым русским писателем композитора.
А. Ю. Эргашев плодотворно проявил себя в качестве дирижёра ГАБТ им. Навои, музыкального постановщика оперных и балетных спектаклей, в числе которых опера П. Масканья «Сельская честь», К. Сен-Санс «Самсон и Далила», опера Н. Римского-Корсакова «Царская невеста», опера Д. Пучинни «Флория Тоска», балет П. Чайковского «Спящая красавица», балет А. Глазунова «Раймонда» и другие.